# Daniel Salazar
Daniel Abraham Salazar Muñoz (n. Guayas, Ecuador; 20 de mayo de 1975) es un exárbitro de fútbol ecuatoriano. Fue árbitro internacional FIFA en 2007 hasta 2010.

## Carrera
Su carrera en el arbitraje comenzó en 2007 donde pito varios partidos del campeonato nacional y desde ese año hasta la actualidad ha sido considerado para impartir justicia en varios partidos de los campeonatos nacionales, en el año 2015 consigue su mayor logro como árbitro profesional dentro del país al ser designado para pitar la final de vuelta entre Liga de Quito vs. Emelec en Casa Blanca el domingo 20 de diciembre de 2015.
También ha dirigido internacionalmente en el año 2009 fue parte de los árbitros escogidos para el Campeonato Sudamericano Sub-17 de 2009 que se realizó en Chile donde dirigió dos partidos: el primero fue el 17 de abril de 2009 en el Estadio Tierra de Campeones de Iquique en el empate entre Bolivia - Colombia por 1 : 1. El otro partido fue Bolivia - Perú, también en Iquique y con victoria peruana por 1 : 2.
En 2009 también dirigió un partido de Copa Sudamericana, por la primera fase el 15 de septiembre de 2009, el encuentro de vuelta entre Deportivo Anzoátegui - Alianza Atlético con resultado favorable a los peruanos por 1 : 2, exhibiendo cuatro tarjetas amarillas y una roja. El partido se jugó en el Estadio José Antonio Anzoátegui de Puerto La Cruz en Venezuela.
También fue considerado para el Campeonato Sudamericano Sub-15 de 2007 que se realizó en Brasil, ahí pitó en cuatro partidos, dichos partidos correspondían a la primera fase y a la fase final del torneo; el primero Chile - Colombia el 30 de octubre de 2007 con resultado 2 : 1 a favor de los chilenos en Bento Gonçalves en el Parque Esportivo Montanha dos Vinhedos, el siguiente partido fue Colombia - Bolivia el 3 de noviembre también en Bento Gonçalves, el marcador fue  empate 0 : 0. El tercer encuentro fue Brasil - Uruguay, con victoria charrúa por 1 : 2 el 9 de noviembre en Porto Alegre en el Estadio Passo D'Areia, finalmente el último partido que dirigió en el torneo fue el partido final del mismo entre Uruguay - Argentina el 11 de noviembre de 2007 también en Porto Alegre y con victoria gaucha por 1 : 2.